# Carex foliosissima
Carex foliosissima är en halvgräsart som beskrevs av Friedrich Schmidt. Carex foliosissima ingår i släktet starrar, och familjen halvgräs.

## Underarter
Arten delas in i följande underarter:
- C. f. foliosissima
- C. f. latissima
- C. f. pallidivaginata